# Manon Steffan Ros
Manon Steffan Ros (19 de enero de 1983) es una novelista, dramaturga, autora de juegos y guionista galesa. Es autora de más de veinte libros para niños y tres novelas para adultos. Su premiada novela Blasu ha sido traducida (por la autora) al inglés, bajo el título de The Seasoning. Además es parte del dúo musical Blodau Gwylltion, junto con Elwyn Williams.

## Biografía
Ros nació en Rhiwlas, hija del músico Steve Eaves. Se educó en Ysgol Rhiwlas e Ysgol Dyffryn Ogwen en Bethesda. Ella actualmente vive en Tywyn.
Dos veces ganadora de la Medalla de Drama para dramaturgos en el Eisteddfod Nacional de Gales. En junio de 2017 ganó el premio Tir na n-Og por tercera vez, en la categoría de escuela primaria, presentado por el Welsh Books Council para honrar el mejor libro en galés del año.
Ganó la medalla de prosa del National Eisteddfod 2018, por su trabajo Llyfr Glas Nebo, escrito bajo su nom de plume Aleloia.

## Premios
- 2005 y 2006 Medalla Nacional de Drama Eisteddfod.[6]
- Premio Tir na n-Og en galés de 2010, 2012, 2017 y 2019.[7]
- 2018 Medalla de prosa en el Eisteddfod Nacional de Gales para Llyfr Glas Nebo[8] (en inglés, The Blue Book of Nebo).[9]